# Benthamia chlorantha
Benthamia chlorantha är en orkidéart som först beskrevs av Spreng., och fick sitt nu gällande namn av Leslie Andrew Garay och Gustavo Adolfo Romero. Benthamia chlorantha ingår i släktet Benthamia och familjen orkidéer. Inga underarter finns listade i Catalogue of Life.